# بوتقة

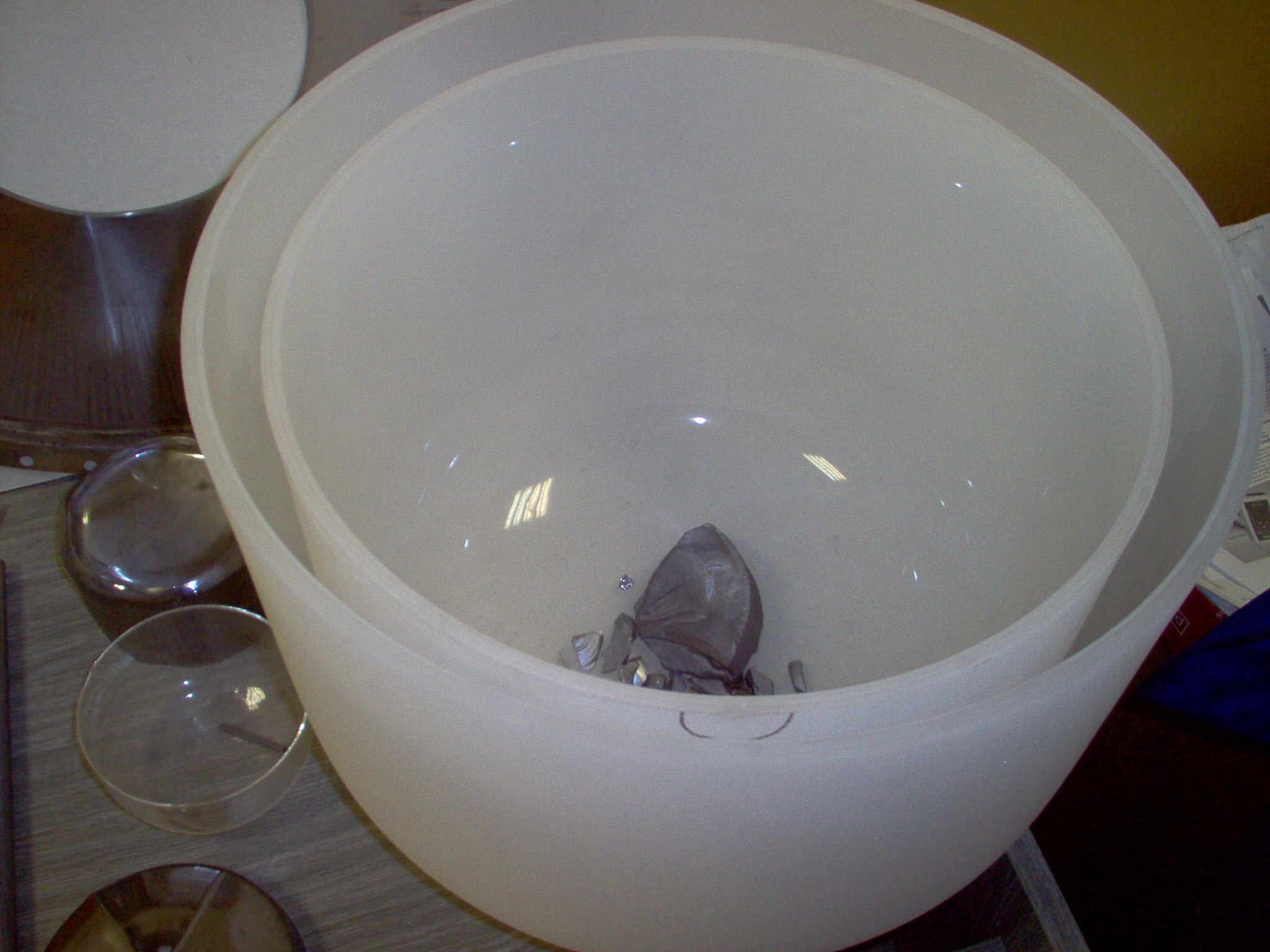
بوتقة

البوتقة أو البودقة (بالفارسية: بوته) إناءٌ على شكل الفنجان يستعمل في المختبرات الكيميائية وذلك لكي يحوي العينات المخبرية عند تسخينها لدرجات حرارة مرتفعة، على سبيل المثال عند وضع العينات في المرمدة. تستخدم البوتقة أيضاً من أجل سكب مصهور الفلزات.
يجب أن تكون البوتقة ثابتة تجاه الحرارة والمركبات الكيميائية، لذلك تصنع غالباً من السيراميك وفي بعض الأحيان من الفلزات.
يغلب أن يُستخدم غطاء مع البوتقة لمنع تطاير العينات منها، كما يستعما حامل معدني (ملقط) لتجنب تلامس البوتقة الساخنة أثناء إخراجها من الفرن.

## الأسماء
ومن أسمائها: البودقة والبوطة والبُوتة